# 계모 (영화)
"계모"는 1967년 공개된 대한민국의 영화이다.

## 배역
- 김지미 : 이순희 역
- 남정임
- 김정철 : 성진 역
- 정민 : 김억만 역
- 최봉
- 안인숙
- 나애심
- 김인옥
- 김웅
- 최일
- 임성보
- 권오상